# Chapelier fou (Alice au pays des merveilles)
Pour les articles homonymes, voir Chapelier fou.
Le Chapelier fou — ou Chapelier toqué selon certaines traductions — (en anglais : The Mad Hatter) est un personnage de fiction qui apparaît pour la première fois lors d'un thé  dans Les Aventures d'Alice au pays des merveilles de Lewis Carroll (1865). Un personnage dessiné sous ses traits par John Tenniel apparaît sous le nom de « Hatta » dans la suite de l'histoire, De l'autre côté du miroir (1871).
Bien qu'il ne soit jamais appelé ainsi dans le livre de Carroll, le Chat du Cheshire avertit Alice qu'il est fou et le personnage le prouve par son excentricité.
Ce personnage a été interprété au cinéma par Edward Everett Horton, Robert Helpmann, Martin Short, Peter Cook, Ed Wynn, Johnny Depp, Andrew Lee Potts et dans un clip musical par Tom Petty. Dans Once Upon a Time, il est interprété par Sebastian Stan.

## Apparitions dansAlice
Le Chapelier explique à Alice que lui et le Lièvre de mars prennent continuellement le thé car, quand il tenta de chanter pour la Reine de cœur lors d'une fête en son honneur, elle le condamna à mort parce qu'il était « en train de battre le temps ». Pour des raisons qui ne sont pas expliquées, il échappa à la décapitation, mais puisqu'il arriva à la conclusion que le temps s'était fâché (puisqu'il était battu), le Lièvre de mars, le Loir et lui continuèrent à prendre le thé comme si l'horloge s'était arrêtée.
À l'arrivée d'Alice, le thé est animé par des changements de place à table, des énigmes insolubles et des histoires sans aucune logique, toutes choses qui agacent prodigieusement Alice. Le chapelier réapparaît comme témoin lors du procès du Valet de cœur, où la Reine de cœur reconnaît le chanteur qu'elle avait condamné à mort, et où le Roi de cœur l'avertit de ne pas être si nerveux « ou je vous fais exécuter sur place ».
Lorsque le personnage fait son apparition sous le nom de « Hatta » dans De l'autre côté du miroir, il a de nouveau des ennuis avec la justice. Cependant, cette fois, il n'est pas forcément coupable : la Reine blanche explique que ses sujets sont souvent punis avant d'avoir commis un crime, plutôt qu'après, et que parfois ils ne le commettent pas du tout. Il est aussi fait mention de lui comme l'un des messagers du Roi blanc, tandis que le Lièvre de Mars est présenté comme « Haigha », le roi expliquant qu'il a besoin de deux messagers : « l'un pour aller, l'autre pour venir ». L'illustration de John Tenniel le représente encore, servant une tasse de thé comme il le fait dans l'histoire précédente, ajoutant du poids à l'hypothèse selon laquelle les deux personnages ne feraient qu'un.

## «Fou comme un chapelier»

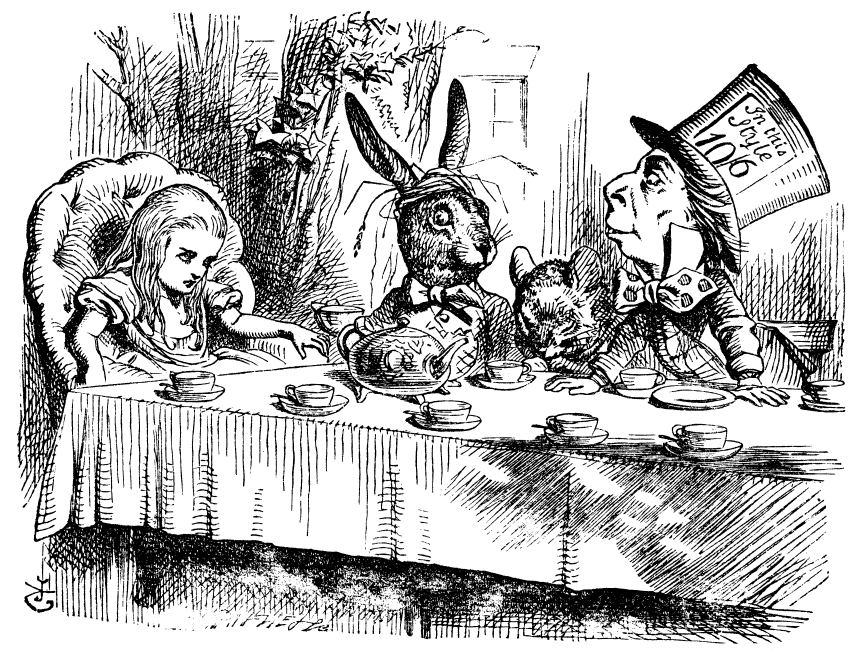
Alice, le Lièvre de mars, le Loir endormi et le Chapelier avec son chapeau auquel est accroché le prix du modèle.

La mention « 10/6 » sur le chapeau du Chapelier signifie : dix shillings et six pence (ou une demi-guinée) le prix du chapeau en monnaie anglaise pré-décimale. Comme l'étiquette de prix du chapeau aurait normalement dû être retirée après l'achat, cela ajoute de la crédibilité au fait qu'il soit fou et/ou chapelier. Le nom de Chapelier fou fut certainement inspiré de l'expression « travaillé du chapeau » (« as mad as a hatter »). Il existe une certaine confusion en ce qui concerne la signification de cette expression, qui pourrait également vouloir dire « fâché comme un chapelier », comme le montrent les incidences à propos des deux significations qui existent en littérature, et ce longtemps avant le livre de Lewis Carroll. Évidemment, un des deux sens est issu d'une mauvaise interprétation du sens.
Il existe un fait scientifique derrière cette association entre chapellerie et folie. L'usage du mercure entrait dans la préparation de matériaux utilisés pour la fabrication des chapeaux en feutre et rendait les chapeliers malades. Il était impossible pour les chapeliers d'éviter d'inhaler les vapeurs de mercure dégagées par le procédé. Les chapeliers et d'autres professions exposées mouraient prématurément des dommages causés par le mercure ; les premiers symptômes en étaient un langage confus et une vision déformée. Quand la dose de mercure augmentait, les personnes atteintes pouvaient aussi développer des symptômes psychotiques, comme des hallucinations. Étant donné que quiconque présentant un état mental altéré était immédiatement qualifié de fou, la cause d'une telle affection et le décès qui s'ensuivait restèrent sans doute longtemps inexpliqués.
Lors de la scène du thé, le Chapelier fou ne présente pas les symptômes d'un empoisonnement au mercure. Les principaux symptômes étant : timidité excessive, perte de confiance en soi, honte, gêne, anxiété, et désir de rester discrètement dans son coin. En revanche, lorsqu'il est appelé à témoigner lors du procès du Valet de Cœur, il présente bien ces caractéristiques.
Selon toute vraisemblance, le Chapelier fou eut pour modèle quelqu'un qui n'était pas chapelier.

## Modèle
Le personnage du Chapelier est de l'avis général inspiré de Théophile Carter, qui fut « servitor » au collège Christ Church de l'université d'Oxford. Celui-ci inventa un réveille-matin, exposé à l'exposition universelle de 1851, qui jetait le dormeur du lit à l'heure dite. Il devint par la suite propriétaire d'une épicerie, et son habitude de se tenir sur le pas de la porte de sa boutique, portant un chapeau, lui valut le surnom de Chapelier fou. On dit que John Tenniel se déplaça spécialement à Oxford afin d'en faire des croquis pour ses illustrations.

## La devinette du Chapelier
Dans le chapitre « Un thé chez les fous », le Chapelier fou pose la célèbre devinette : « Pourquoi un corbeau ressemble à un bureau ? ». Quand Alice donne sa langue au chat, le Chapelier avoue n'avoir pas lui-même la réponse. L'intention originelle de Lewis Carroll était simplement d'introduire une devinette sans réponse, mais à la demande de nombreux lecteurs, lui et d'autres (comme l'expert en puzzles Sam Loyd) proposèrent des réponses possibles. L'une d'entre elles était « Poe écrivit sur l'un et l'autre », en référence à Edgar Allan Poe qui écrivit Le Corbeau. Lewis Carroll a également écrit, en 1896, en guise de réponse à sa devinette :  « Parce qu'il peut produire quelques notes, encore qu'elles ne fussent rien moins que claires ; et parce qu'on ne met jamais le derrière devant. » et ajoute bien sûr : « Ceci, toutefois que réflexion faite ; la devinette, telle qu'elle fut à l'origine inventée, n'avait pas de réponse du tout. ». On peut ici noter qu'en anglais pour dire « parce qu'on ne met jamais le derrière devant », Lewis Carroll écrivit « and it is never put with the wrong end in front! ». Pour dire « jamais », l'auteur a écrit « nevar » au lieu de never, car en inversant le mot nevar cela donne raven qui signifie « corbeau » en anglais. 

## Hommage
Est nommé en l'honneur du personnage (6735) Chapelierfou, un astéroïde de la ceinture principale découvert en 1992.

## Dans la culture populaire
Le personnage du Chapelier fou apparaît à de nombreuses occasions :
- La chanson Mona Lisas and Mad Hatters ("Des Mona Lisa et des Chapeliers fous") écrite par Bernie Taupin, chantée par Elton John dans l'album Honky Château, (et reprise par Mandy Moore dans son album Coverage).
- Dans le jeu vidéo American McGee's Alice, une suite sombre et glauque des aventures d'Alice, le Chapelier fou est transposé en savant fou obsédé par le temps. Le lièvre de Mars et le loir y deviennent des cyborgs steampunk, qui projettent de changer en robots les habitants du Pays des merveilles. Lui-même s'est changé en robot, fait qui devient évident lorsque Alice triomphe de lui.
- The Mad Hatter (le Chapelier fou) est un personnage de super-vilain calqué sur le personnage du Pays des merveilles, et ennemi de Batman. Son interprète, Jervis Tetch, est un scientifique obsédé par les livres de Lewis Carroll, doté d'une intelligence extrême et qui possède un certain talent dans l'art de l'hypnose. Il est présent dans le jeu vidéo Batman: Arkham City (2011), Batman: Arkham Origins (2013) et Batman: Arkham Knight (2015), il tient le rôle d'un manipulateur criminel qui imposera d'étranges visions au héros masqué.
- Bélial est un personnage connu sous ce nom dans le manga japonais Angel Sanctuary.
- Dans un épisode de la série télévisée d'animation Futurama, Insane in the Mainframe, un robot s'habille et se comporte comme le Chapelier fou.
- Dans le roman Aliss  de l'auteur québécois Patrick Senécal, le Chapelier fou est représenté par le personnage de Bone.
- Charisma Records, le label discographique de Tony Stratton-Smith, a utilisé l'image du Chapelier fou pour son logo dans les années 1970. Cette même étiquette a aussi publié l'album Nursery Cryme, du groupe Genesis, dont la couverture montre Alice en train de jouer au croquet sur des têtes décapitées.
- Dans l'anime Host Club, le personnage de Tamaki Suou joue le rôle du Chapelier fou dans l'épisode Haruhi in Wonderland.
- La version Disney du Chapelier d'Alice au pays des merveilles est un invité de Disney's tous en boîte.
- Dans l'animé et le manga Pandora Hearts, la chain contrôlée par Xerxes Break est nommée "Mad Hatter".
- Le Chapelier fou illustre des disques du label Charisma Records.
- Dans le jeu flash en ligne Alice is Dead, une autre suite glauque du livre, il est représenté comme étant un tueur en série fou.
- Dans la deuxième version d'Alice au pays des merveilles (2010) produite par les studios Disney et réalisée par Tim Burton, le Chapelier Fou est interprété par Johnny Depp. Dans le film, il travaillait autrefois du chapeau pour la Reine Blanche envers qui il est très respectueux et loyal ; il devient par ailleurs très attaché à Alice et ne recule devant rien pour la protéger. Il a également le pouvoir de changer la couleur de ses vêtements, de ses yeux et de sa peau selon son humeur. Dans cette version, il se nomme Tarrant Hightopp. Tim Burton a expliqué que Depp « a essayé de trouver un fondement au personnage, quelque chose que vous ressentez, par opposition au simple fait d'être fou. Dans bon nombre de versions, c'est un personnage stéréotypé et on sait que son but était d'essayer d'apporter une part d'humanité à l'étrangeté de ce personnage »[9].
- Le Chapelier est aussi dans le visual novel Alice au royaume de cœur sous le nom de Blood.
- En 2011, ABC lance la série Once Upon A Time. Le Chapelier Fou, aussi appelé Jefferson, y est joué par Sebastian Stan. Il porte le nom Jefferson en référence à la chanson White Rabbit de Jefferson Airplane. Dans cette série, le chapelier a une fille nommée Grace et son alter-ego, Paige.
- Un artiste de musique électronique français a pour nom de scène Chapelier fou.
- La chanteuse Melanie Martinez a nommé la dernière chanson de son album Cry Baby après le Chapelier (Mad Hatter). La chanson comporte de nombreuses références à l'histoire et aux personnages du roman et décrit la dégénérescence mentale d'une petite fille.
- Le personnage du Chapelier est brièvement cité dans l'épisode 7 de la série Westworld (2016) par le scientifique Bernard. Alors qui est en visite pour voir son fils hospitalisé, il lui lit un passage illustré d'Alice au pays des merveilles.
- Le personnage du Chapelier dans la série Alice in Borderland - adaptation du manga éponyme.
- Le personnage de Trey Clover dans le jeu vidéo Disney: Twisted-Wonderland est inspiré du Chapelier fou.